# Campanula immodesta
Campanula immodesta är en klockväxtart som beskrevs av Thomas G. Lammers. Campanula immodesta ingår i släktet blåklockor, och familjen klockväxter. Inga underarter finns listade i Catalogue of Life.